# مجموعه پل و بند بهمن
مجموعه پل و بند بهمن مربوط به دوره ساسانیان است و در شهرستان شیراز، کوار واقع شده و این اثر در تاریخ ۳۰ تیر ۱۳۵۲ با شمارهٔ ثبت ۹۴۷ به‌عنوان یکی از آثار ملی ایران به ثبت رسیده است.